# زياد الدين الأيوبي
زياد الدين الأيوبي (1365- 1445هـ/ 1946- 2023م) وزير الأوقاف سابقًا في الجمهورية العربية السورية، داعية وإداري، متخصِّص في التاريخ والدراسات الإسلاميَّة، وأستاذ جامعي. وهو شقيق الإعلامي الإذاعي القدير (السعودي الجنسية) زهير الأيوبي، والإعلامي السوري علاء الدين الأيوبي.

## أسرته وتحصيله
وُلد محمد زياد الدين بن عبد الوهَّاب بن محمد توفيق بن صالح آغا الأيوبي في دمشق، عام 1365هـ/ 1946م، لأسرة كردية الأصل، تنتسب إلى السلطان صلاح الدين يوسف بن أيوب، وأخيه الملك العادل.
انتسب إلى قسم التاريخ في كلية الآداب بجامعة دمشق، ومنه حصل على الإجازة (بكالوريوس) في التاريخ، ثم حصل على (دبلوم) الدراسات العليا في التربية، ثم على (ماجستير) في الإعلام، ثم نال (الدكتوراه) في الدراسات الإسلامية من جامعة كراتشي.
وقد نشأ في كنف مفتي الجمهورية السورية الشيخ أحمد كفتارو شيخ الطريقة النقشبندية الصوفية.

## وظائفه وأعماله
عمل زياد الدين الأيوبي مدرِّسًا لمادَّة الإعلام في كلية الدعوة الإسلامية في مجمَّع الشيخ أحمد كفتارو، وداعية وخطيبًا في مساجد دمشق، وتولى الخطابة في أشهر جوامع دمشق؛ منها جامع أنس بن مالك، وجامع سعد بن معاذ في حي المالكي.
ثم تولَّى إدارة الإفتاء العام في وِزارة الأوقاف السورية، ثم عُيِّن وزيرًا للأوقاف في أكتوبر (تشرين الأول) عام 2004م، خلَفًا للأستاذ محمد بن عبد الرؤوف زيادة، في حكومة رئيس الوزراء محمد ناجي العطري، وكان أولَ عمل له بعد صدور تكليفه بالوِزارة زيارةُ قبر شيخه أحمد كفتارو ومعاهدته على أن يكونَ على طريقه ومسيرته!. واستمرَّ على رأس عمله إلى شهر ديسمبر (كانون الأول) عام 2007م، حين أقاله الرئيس السوري بشار الأسد، وعَيَّن بدلًا منه الوزير محمد عبد الستار السيِّد.
يُذكر لزياد الأيوبي نهوضُه بأعمال إصلاحية مهمَّة في إبَّان توليه الوِزارة، من ذلك: إحياءُ الدروس والمجالس العلمية في الجامع الأموي الكبير بدمشق، وفي غيره من المساجد، وافتتاح مدرسة دار الحديث للطالبات، وافتتاح عدد كبير من الثانويات الشرعية.
نُشرت له مقالاتٌ كثيرة في مجلة (نهج الإسلام) التي تصدُر عن وِزارة الأوقاف السورية، منها: الإيمان بالله تعالى يولِّد العمل الصالح، الصيام مدرسة روحية، لنبقَ دائمًا وأبدًا الصوتَ الواحد، مصداقية الإسلام في سعادة البشرية، عبادة الله سبيل النور، الايمان الصادق علاجٌ للنفس البشرية، رعاية الأسرة وتنظيمها في منظور التشريع الإسلامي، دروس بليغة ودلالات كُبرى ومنارات جُلَّى في سيرة النبيِّ عليه الصلاة والسلام، من أجل أن تعلوَ راياتُ الحوار، واعلم أن النصرَ مع الصبر.

## اتهامه بالفساد
أصدر الرئيس السوري بشار الأسد بتاريخ 8 ديسمبر 2007م المرسوم الجمهوري رقم 478 القاضي بتسمية السيِّدَين الدكتور عماد عبد الغني صابوني وزيرًا للاتصالات والتقانة بدلًا من الدكتور عَمرو سالم، والدكتور محمد عبد الستَّار السيِّد وزيرًا للأوقاف بدلًا من محمد زياد الدين الأيوبي.
ورجَّحَت مصادرُ إقالة الأيوبي وسالم لتورُّطهما بقضايا فساد أُثيرت منذ مدَّة على صفحات الصُّحف السورية، منها قضية مُجمَّع يَلْبُغا الذي بدأت بإنشائه عام 1973م مؤسسةُ الإسكان العسكرية، واتُّهم الأيوبي بالفساد في إدارة ملفِّ إنشائه! ومنها تورُّط عَمرو سالم في قضية تتعلَّق بإبرام عقد بين المؤسسة العامَّة للاتصالات وشركة (بوكو) الصينية عندما دخلت الأخيرة سورية؛ لإنشاء نظام الفوترة والترابط.
وقد خضعَ زيرُ الأوقاف السابق محمد زياد الدين الأيوبي للتحقيق في عدد من قضايا الفساد، على رأسها: العقود التي أُبرِمَت لمشروع إعادة تأهيل (مُجمَّع وجامع يلبغا) في مدينة دمشق، التي يُشَك بوجود فساد مالي كبير في بنودها، وتدَّعي (شركة الأجنحة الملكية الإماراتية) بأنها تعرَّضت للنصب من قِبَل وِزارة الأوقاف السورية متمثلة بوزير الأوقاف زياد الأيوبي. إضافة إلى التحقيق في فساد يتصل بأوامر تعيين أئمَّة وخطباء مساجد لقاء منافعَ مادية وشخصية، وتمتدُّ سلسلة التجاوزات التي ارتكبها الأيوبي لتصلَ إلى قيامه بتوظيف أقربائه والمقرَّبين منه شخصيًّا في مناصبَ إدارية مهمَّة في الوِزارة. وبذلك يكون الوزير الأيوبي ثانيَ الوزراء الذين خضعوا للتحقيق في قضايا فساد في حكومة الرئيس محمد ناجي العطري التي تسلَّمَت مهامها في أيلول عام 2003م، وعُدِّلت في عام 2006م.
وتؤكد مصادرُ أُخرى أن الاتهاماتِ الموجهةَ إليه لم تُسفر عن إدانته، وأن القصد منها تشويهُ صورته والحطُّ من نزاهته، فقد حالَ دون استيلاء الوصوليين على أملاك الأوقاف، وكان سدًّا منيعًا في حفظها وصونها. قال الأستاذ أحمد معاذ الخطيب الحسني عنه: «عمل زياد الأيوبي في ظروف صعبة، فتجاوزها بحِكمته، وحاولت جهاتٌ الاستيلاءَ على أموال وَقفية فتصدَّى لها، فبدأ تشويهُ صورته وأُحيلَ للتحقيق فلم يوجد شيء يدينه. وخرج من الوِزارة كما دخلها نظيفَ اليد وعاش متجمِّلًا مستورًا».
وذكر الأستاذُ المهندس الشيخ مطيع البطين الناطقُ الرسمي للمجلس الإسلامي السوري: أن «من أسباب إقالة الوزير زياد الدين الأيوبي أنه كان يرفض قرارات أجهزة الأمن في إبعاد بعض الخطباء عن منابرهم ومنعهم من الخطابة. وأن جميع الأسباب التي اتُّخِذَت ذريعةً لإقالته إنما تُحسَبُ اليوم له لا عليه، وقد عاش بعد إقالته سنواتٍ طويلةً مضيَّقًا عليه من قِبَل وزير الأوقاف الحالي محمد عبد الستار السيِّد ومن الأجهزة الأمنية، وتخلَّى عنه أكثرُ المشايخ الذين كانوا يتزلَّفون له يوم أن كان وزيرًا على رأس عمله».

## وفاته

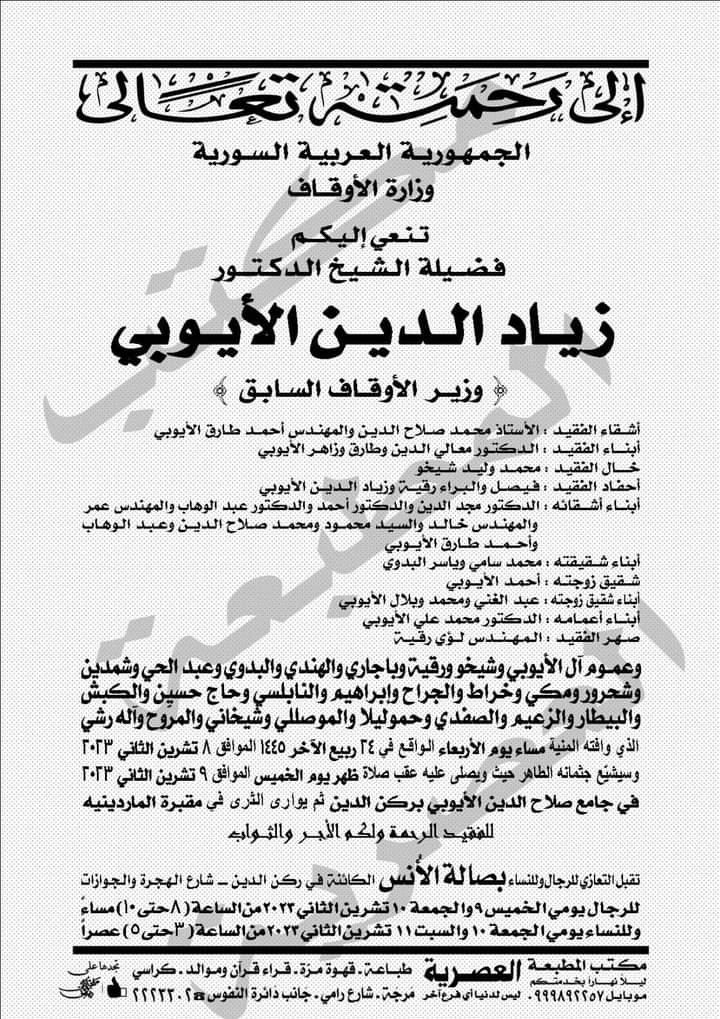
ورقة نعي الدكتور زياد الدين الأيوبي

توفي في دمشق، مساء يوم الأربعاء 24 من ربيع الآخر 1445هـ الموافق 8 نوفمبر (تشرين الثاني) 2023م. وصُلي عليه ظهرَ يوم الخميس 25 من ربيع الآخر 1445هـ الموافق 9 نوفمبر (تشرين الثاني) 2023م في جامع صلاح الدين الأيوبي في حيِّ ركن الدين، ودُفن في مقبرة الماردينية.